# Baratili San Pietro
Baratili San Pietro (en sard, Boàtiri) és un municipi italià, dins de la província d'Oristany. L'any 2007 tenia 1.251 habitants. Es troba a la regió de Campidano di Oristano. Limita amb els municipis de Nurachi, Oristany, Riola Sardo, San Vero Milis i Zeddiani.

## Administració
| Període | Identitat   | Partit        |
| ------- | ----------- | ------------- |
| 2005-   | Renzo Murru | Llista cívica |